# Refugi antiaeri de València

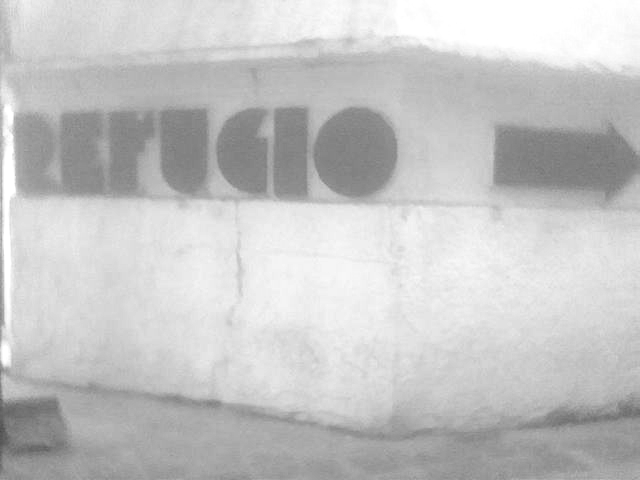
Senyalització d'entrada a un refugi antiaeri a la ciutat de València.

El Refugi antiaeri de València és un refugi antiaeri situat al carrer dels Serrans de València. Es va construir per necessitat de brindar protecció a la població civil durant la Guerra Civil Espanyola, a la ciutat de València. La funció principal del refugi era la d'esmorteir l'impacte dels projectils llançats pels vaixells de guerra i prioritàriament per les bombes llançades per l'aviació nacional.
La Junta de Defensa Passiva, creada pel Ministeri de Defensa el 22 de juny de 1937, va ser l'organisme encarregat de la construcció dels refugis antiaeris. Per a este propòsit es va editar un fullet que contenia instruccions i plànols on es detallaven les característiques fonamentals.
En total es van fer 41 refugis, la majoria d'ells al centre de la ciutat.